# سیارک ۶۵۲۵
سیارک ۶۵۲۵ (به انگلیسی: 6525 Ocastron، نامگذاری:1992SQ2) شش هزار و پانصد و بیست و پنجمین سیارک کشف شده‌است که در ۲۰ سپتامبر ۱۹۹۲ کشف شد.
قدر مطلق سیارک برابر ۱۳٫۵۰ است.